# Heddo
Heddo (auch Eddo, Adda, Addae, Eddanus, Haeddo) (* um 694; † 8. März 776) war ab 734 Bischof von Straßburg und zuvor Abt des Klosters Reichenau.
Der aus alamannischem Adel stammende Heddo wirkte als Missionar im Umfeld von Bonifatius und Pirmin. 727 setzte ihn Pirmin als Abt des von ihm gegründeten bedeutenden Klosters Reichenau ein. Unter Heddo wurden von Reichenau aus unter anderem Filialen in Niederaltaich und Pfäfers gegründet. 732 verbannte Herzog Theudebald Heddo nach Uri. Karl Martell holte ihn zurück und setzte ihn auf den Bischofsstuhl von Straßburg, um den es Auseinandersetzungen zwischen Franken und Alamannen gegeben hatte. In seiner neuen Funktion gründete Heddo die Klöster Ettenheimmünster und Münster im Gregoriental, denen er auch als Abt vorstand. Auf der fränkischen Synode des Bonifatius im März 747 sowie auf der Synode von Attigny 762 und auf dem Concilium Germanicum vom 21. April 742 trat Heddo als Vermittler zwischen Bonifatius und Pirmin einerseits und Chrodegang von Metz andererseits auf. Er wurde in Ettenheimmünster bestattet.
In seinem Testament aus dem Jahr 762 bestätigte Heddo dem Kloster Ettenheimmünster den Besitz an seinem ehemaligen Eigengut, auf dem es gegründet worden war. Bei diesem Dokument, das vielfach als Beleg für die Erstnennung von Orten genutzt wurde, handelt es sich jedoch um eine Fälschung vom Anfang des 12. Jahrhunderts, zumindest in der heute vorliegenden Form. Dabei handelt es sich um eine Abschrift aus dem 17. Jahrhundert auf Basis eines Vidimus aus dem Jahr 1457, das sich auf eine Abschrift von 1121 bezieht. Die Gründung des Klosters auf seinen Namen ist jedoch auch bei Hermann dem Lahmen in dessen Chronik belegt.